# São João da Lagoa
thumb
São João da Lagoa este un oraș în Minas Gerais (MG), Brazilia.